# Böblingen (stad)
Böblingen is een stad in de Duitse deelstaat Baden-Württemberg. Het is de Kreisstadt van de Landkreis Böblingen. De stad telt 50.121 inwoners.

## Geografie
Böblingen heeft een oppervlakte van 39,04 km² en ligt in het zuidwesten van Duitsland.

## Verkeer en vervoer
In de plaats ligt spoorwegstation Böblingen.

## Samenwerkingsverbanden
Böblingen onderhoudt stedenbanden met:
- Pontoise (sinds 1956).
- Geleen (sinds 1962).
- Bergama (sinds 1967).
- Glenrothes (sinds 1971).
- Krems an der Donau (sinds 1972).
- Alba (sinds 1985).
- Sömmerda (sinds 1988).

## Geboren
- Rudolf Christian Baisch (1903-1990), schilder, beeldhouwer, tekenaar, dichter
- René Weissinger (1978), wielrenner
- Timo Baumgartl (1996), voetballer

Aidlingen ·
Altdorf ·
Böblingen ·
Bondorf ·
Deckenpfronn ·
Ehningen ·
Gärtringen · 
Gäufelden ·
Grafenau ·
Herrenberg ·
Hildrizhausen ·
Holzgerlingen ·
Jettingen ·
Leonberg ·
Magstadt ·
Mötzingen ·
Nufringen ·
Renningen ·
Rutesheim ·
Schönaich ·
Sindelfingen ·
Steinenbronn ·
Waldenbuch ·
Weil der Stadt ·
Weil im Schönbuch ·
Weissach